# Teplýšovice
Teplýšovice (en allemand : Teplischowitz) est une commune du district de Benešov, dans la région de Bohême-Centrale, en République tchèque. Sa population s'élevait à 529 habitants en 2020.

## Géographie
Teplýšovice se trouve à 9 km à l'est-nord-est de Benešov et à 40 km au sud-est de Prague.
La commune est limitée par Kozmice au nord, par Čakov et Divišov à l'est, par Třebešice au sud-est, par Struhařov au sud et au sud-ouest, et par Petroupim à l'ouest.

## Histoire
La première mention écrite de la localité date de 1252.

## Administration
La commune se compose de cinq quartiers :
- Teplýšovice
- Čeňovice
- Humenec
- Kochánov
- Zálesí